# Пиксаур (посёлок)
Пиксаур — посёлок в Лямбирском районе Мордовии в составе Скрябинского сельского поселения.

## География
Находится на расстоянии примерно 25 км на востоко-юго-восток от города Саранск.

## История
Основано переселенцами из села Дегелевка.

## Население
Постоянное население составляло 11 человека (мордва-эрзя 100 %) в 2002 году, 7 в 2010 году.